# آگوست هورش
آگوست هورش (به آلمانی: August Horch) (زاده ۱۲ اکتبر ۱۸۶۸ – درگذشته ۳ فوریه ۱۹۵۱) صنعتگر، کارآفرین و مهندس آلمانی است، که یکی از پیشگامان صنعت خودروسازی به‌شمار می‌آید.
هورش در سال ۱۸۶۸ در وینینگن، آلمان زاده شد و پس از اتمام تحصیلات دانشگاهی و اخذ مدرک مهندسی مکانیک از دانشگاه میتوایدا فعالیت خود را در کارخانه خودروسازی بنز آغاز نمود و تا سال ۱۸۹۶ برای کارل بنز کار می‌کرد. آگوست هورش در سال ۱۹۰۹ شرکت خودروسازی آئودی را بنیان نهاد.